# Yongji-dong
Yongji-dong (koreanska: 용지동) är en stadsdel i staden Changwon i provinsen Södra Gyeongsang i den sydöstra delen av Sydkorea, 300 km sydost om huvudstaden Seoul. Den ligger i stadsdistriktet Uichang-gu. 
Changwons stadshus ligger i Yongji-dong.